# Fixed Property
Fixed Property ist ein Analysemuster nach Martin Fowler. Es beschreibt die gängigste Art wie Eigenschaften eines Objektes modelliert werden.
Jedes Objekt besitzt Objekt-Eigenschaften, welche Informationen über das Objekt enthalten und es dadurch klassifizieren.
Es gibt viele Wege um diese Eigenschaften zu modellieren. Am häufigsten findet man die Verwendung von festen Attributen.
Bei dieser Art der Implementierung werden die Attribute in der Klasse (objektorientierte Programmierung) deklariert und durch ihren Namen und den Rückgabetyp definiert.

## Verwendung
Initialisiert werden diese Eigenschaften über den Konstruktor der Klasse.
Zur Laufzeit stehen Operationen (Methoden) zur Verfügung, um entweder Informationen des Objekts erfragen oder ändern zu können.
Diese Methoden werden oft als Get- und Set-Methoden bezeichnet.
```
class
 
Person
 
{

  
public
 
Date
 
getGeburtsdatum
();

  
public
 
Integer
 
getAlter
();

  
public
 
Quantity
 
getHeight
();

  
public
 
Company
 
getArbeitgeber
();

  
void
 
setGeburtsdatum
(
Date
 
neuesGeburtsdatum
);

  
void
 
setArbeitgeber
(
Company
 
neuerArbeitgeber
);

}

```

Klassendiagramm: Eine mit fixed Properties modellierte Person.

Das Beispiel im Bild rechts ist ein UML-Modell des Typ Person. Der Quelltext oben zeigt einen Teil der Java-Implementierung dieses Objektes.
In Person sind folgende Attribute modelliert: Geburtsdatum vom Typ Date, das Alter vom Typ Integer und die Körpergröße vom Typ Quantity.
Quantity ist ebenfalls ein Analysemuster von Martin Fowler. Man verwendet dies, wenn es um Messbare Werte mit „Betrag“ und „Einheit“ geht.
Ein weiteres Attribut von Person ist employer. Dies wurde über die Assoziation zum Objekt Company modelliert.
Die Implementierung zeigt Methoden zum Ändern und Abrufen der Informationen.
Hierbei kann es sich um gespeicherte oder berechnete Werte handeln.
In diesem Beispiel
- public Date getDateOfBirth(); = gespeicherter Wert
- public int getAge(); = berechneter Wert

Es werden nur set-Methoden für Attribute angeboten, bei denen es gewünscht oder erforderlich ist.
Beispielsweise fehlt im Quelltextbeispiel oben eine Operation, um das Alter zu ändern.
Dies ist auch nicht notwendig, da es bequem über das Geburtsdatum berechnet werden kann und dadurch
reduziert sich die Anfälligkeit durch Fehleingaben.

## Vor- und Nachteile
Vorteil:
Fixed Properties sind einfach zu implementieren, und es gibt definierte Schnittstellen, mit denen man auf die Attribute zugreifen kann.
Nachteil:
Fixed Properties können nur in der Designphase definiert werden.

## Sonstiges
In den meisten Anwendungsfällen mit wenig zu verwaltenden Attributen sind fixed Properties völlig ausreichend.
Steigt die Anzahl der Attribute stark an oder ändern sich diese oft (auch während der Laufzeit), so werden fixed Properties zunehmend unflexibel.
In diesen besonderen Anwendungsfällen bieten sich Muster wie Dynamic Property oder Flexible Dynamic Property von Martin Fowler an.